# Isoloba bifasciata
Isoloba bifasciata är en fjärilsart som beskrevs av W. Warren 1893. Isoloba bifasciata ingår i släktet Isoloba och familjen mätare. Inga underarter finns listade i Catalogue of Life.